# Xylotrechus nigrosulphureus
Xylotrechus nigrosulphureus là một loài bọ cánh cứng trong họ Cerambycidae.